# عبد الكريم زياني
عبد الكريم زياني من مواليد 14 أكتوبر 1933، هو حكم كرة قدم مغربي سابق، بدأ التحكيم منذ سنة 1957.